# 찰스 글러버 바클라
찰스 글러버 바클라(Charles Glover Barkla, FRS, 1877년 6월 27일~1944년 10월 23일)는 영국의 물리학자이다.
그는 X-선 산란의 법칙과 물질을 통과하는 X-선의 투과와 파생되는 2차 광선의 들뜬 상태를 설명하는 법칙들을 이끌어 냈다.
원소들에 대한 특성 X-선의 발견으로 1917년 노벨 물리학상을 수상하였다. 같은해, 왕립 학회의 Hugges 메달도 받았다.

## 생애
바클라는 잉글랜드 위드너스에서 아틀라스 화학 회사 비서인 존 마틴 바클라와 시계 제조공의 딸인 사라 글러버 사이에서 태어났다.
바클라는 리버풀 소년 연구소(Liverpool Institute)에서 공부하고 카운티 의회 장학금과 비비 장학금을 받아 리버풀 대학교로 진학했다. 바클라는 처음에는 수학을 공부했지만 나중에는 올리버 로지 밑에서 물리학을 전공했다. 올리버 로지가 건강 문제로 자리를 비웠을 때 바클라가 그의 강의를 대신했다.
1899년 바클라는 왕립전시회 1851년 연구 장학금을 받고 케임브리지 대학교의 트리니티 칼리지에 입학하여 물리학자 조지프 존 톰슨 밑에서 캐번디시 연구소에서 연구했다. 케임브리지에서 첫 2년 동안 톰슨의 지시에 따라 바클라는 다양한 너비와 재료의 와이어를 따라 전자기파의 속도를 연구했다.
트리니티 칼리지에서 1년 반을 보낸 후, 음악에 대한 그의 사랑으로 그는 킹스 칼리지로 전학하여 채플 합창단에서 노래를 불렀다. 바클라의 목소리는 놀랍도록 아름다웠고 그의 독주회는 항상 만석이었다. 그는 1903년에 인문사회 학사 학위를, 1907년에 인문사회 석사 학위를 마쳤다. 같은 해에 그는 메리 에스터 카우엘과 결혼하여 두 아들과 한 딸을 두었다.
1903년 그는 다른 엑스선에 의해 방사된 기체로부터 이차 엑스선을 연구하며 새로운 실험 장치를 개발했다. 이 주제는 엑스선이 많은 물리학자들이 의심했던 것처럼 실제로 전자기파의 한 종류인지 여부와 관련이 있었다. 왜냐하면 라이오넬 윌버포스는 이 이차선을 사용하여 삼차선을 생성하고 실험 장치의 감지 부분을 회전시켜 편광의 존재를 증명할 것을 제안했기 때문이다. 삼차선은 측정하기에는 너무 약했으므로 바클라는 약간 다른 장치를 조립했다. 그의 새로운 장치를 사용하여 그는 엑스선이 실제로 편광될 수 있으며 따라서 전자기적이라는 것을 증명할 수 있었다. 그는 1904년 3월에 네이처에 자신의 발견에 대한 간략한 요약을 발표했고 1905년에는 왕립학회의 철학적 거래에 더 자세한 내용을 발표했다.
1913년, 케임브리지 대학교, 리버풀 대학교, 킹스 칼리지 런던에서 일한 후, 바클라는 1913년 에든버러 대학교에서 자연 철학 교수로 임명되어 사망할 때까지 이 직책을 유지했다.
바클라는 엑스선 산란, 엑스선분광학, 물질을 통한 엑스선 투과 원리, 특히 이차 엑스선 여기 원리를 개발하고 정제하는 데 상당한 진전을 이루었다. 원소의 특성 엑스선 발견으로 바클라는 1917년 노벨 물리학상을 수상했다. 그는 같은 해 영국 왕립학회의 휴즈 메달도 수상했다.
바클라는 J-현상을 엑스선 형광과 유사한 가상의 엑스선 거동 형태로 제안했다. 그러나 다른 과학자들은 이것이 콤프턴 산란과 같은 다른 알려진 효과와 다른 메커니즘이라고 설득되지 않아 이론은 성공적이지 못했다.
1922년부터 1938년까지 그는 에든버러 남서부의 헤르미티지 오브 브레이드(Hermitage of Braid)에 살았다. 그는 1944년 10월 23일 정오 에든버러 코레니 가든에 있는 그의 집 "브레이드우드"(Braidwood)에서 사망했다.

## 사생활

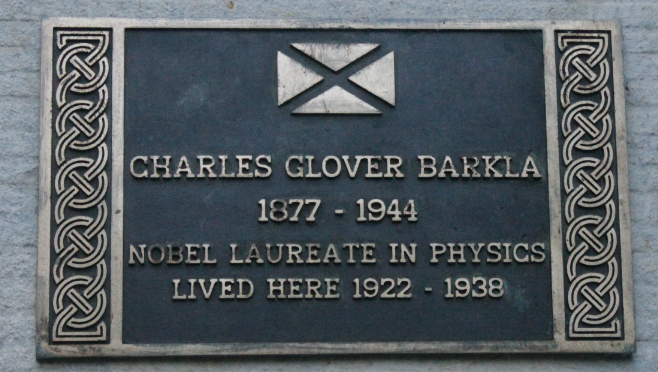
헤르미티지 오브 브레이드의 C. G. 바클라 명판

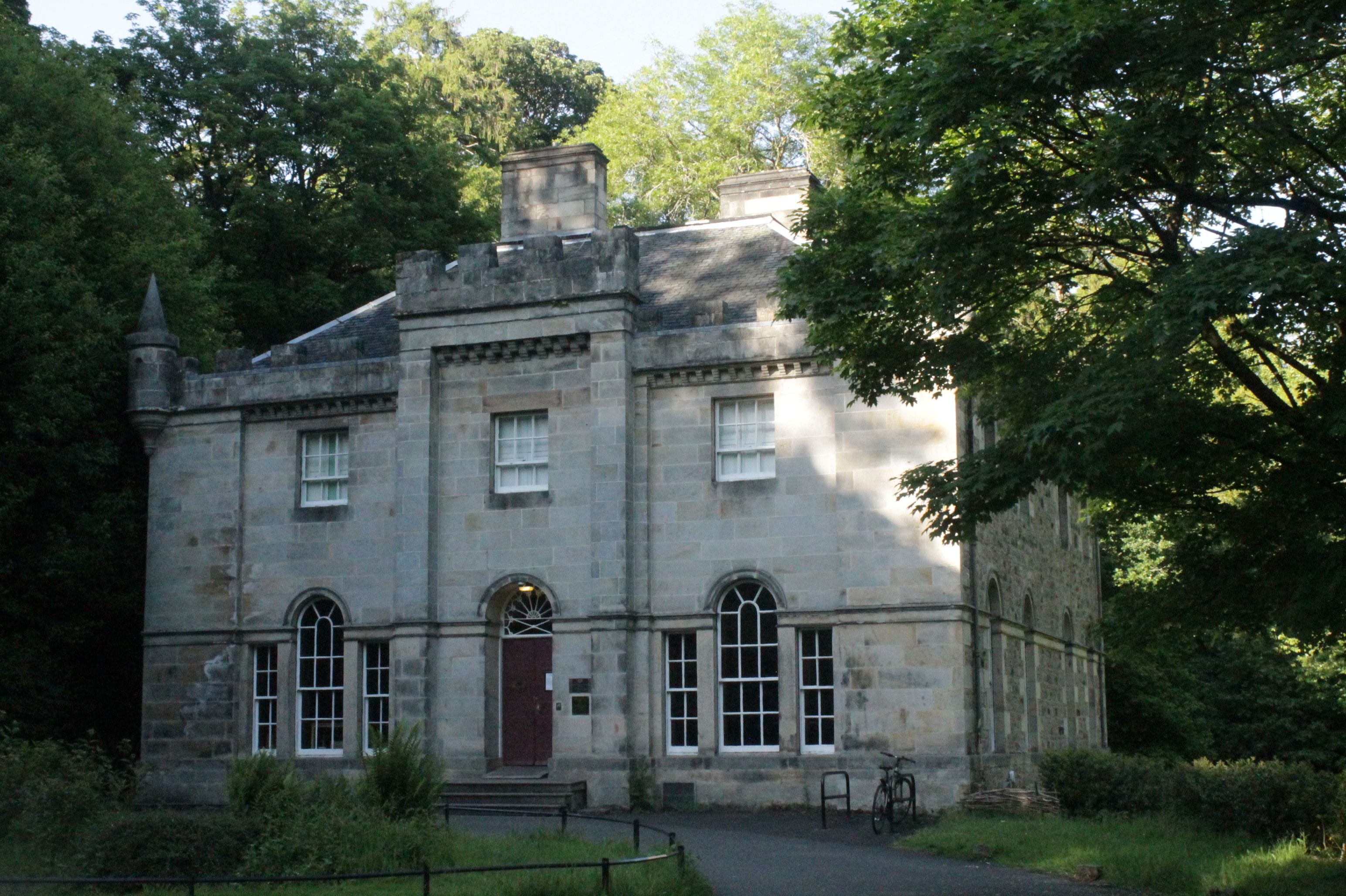
에든버러 헤르미티지 오브 브레이드

종교인이었던 바클라는 감리교 신자였으며 자신의 작업을 "창조주 하나님을 찾는 여정의 일부"로 여겼다.

## 대중적 인정
달 분화구 바클라는 찰스 바클라를 기리기 위해 명명되었다.
에든버러의 헤르미티지 오브 브레이드에 있는 바클라의 집에 명판이 있다. 에든버러 대학교의 교육학부 건물 근처 캐논게이트 인근에 기념 명판이 설치되었다. 또한 리버풀 대학교 물리학과 강의실과 생물학과 생물물리학 연구실은 그의 이름을 따서 명명되었다. 2012년 바클라의 고향인 위드너스의 그리터는 지역 신문이 주최한 대회 후 그의 이름을 따서 명명되었다. 위드너스에는 찰스를 기려 바클라 필드(Barkla Fields)라는 은퇴 주택 단지가 있다.